# علف بره کوهی
علف بره کوهی، علف بره بلوط‌پسند (نام علمی: Festuca drymeia) نام یک گونه از برگ نمدی است.